# Andrew L. Riker
Andrew Lawrence Riker (ur. w 1868 roku, zm. w 1930 roku) – amerykański kierowca wyścigowy i konstruktor samochodów.

## Kariera
Riker rozpoczął próby budowy silnika elektrycznego w 1884 roku. W 1888 roku założył firmę Riker Electric Motor Company, która zbudowała samochód z silnikiem elektrycznym. W wyścigach samochodowych Amerykanin startował w samochodzie elektrycznym swojej produkcji. Wygrał w nim Providence Race w 1896 roku oraz Long Island Road Race w sezonie 1900.